# Zhang Xin (ski acrobatique)
Dans ce nom chinois, le nom de famille, Zhang, précède le nom personnel.
Pour les articles homonymes, voir Zhang Xin.
Zhang Xin (chinois : 張鑫 ; née le 14 août 1985), est une skieuse acrobatique chinoise spécialisée dans le saut acrobatique.

## Carrière
Elle fait ses débuts en Coupe du monde en février 2004 à Harbin. Le 18 décembre 2005, elle monte pour la première fois sur un podium de Coupe du monde, prenant la deuxième place à Changchun. Cinq ans plus tard, elle gagne pour la première fois devant son public à Beida Lake. Lors de la saison 2013-2014, Zhang participe à ses premiers Jeux olympiques à Sotchi où elle termine treizième et y obtient son meilleur classement avec une deuxième place dans sa spécialité.

## Palmarès

### Jeux olympiques d'hiver
| Édition/Discipline | Saut acrobatique |
| Sotchi 2014        | 13e              |
| Pyeongchang 2018   | Argent           |

### Coupe du monde
- Meilleur classement général : 6e en 2014.
- Meilleur classement en saut acrobatique : 2e 2014.
- 15 podiums dont 3 victoires en saut acrobatique.

#### Détails des victoires
| Édition / Épreuve | Bosses     |
| 2011              | Beida Lake |
| 2012              | Beida Lake |
| 2014              | Pékin      |